# Capilla de San Conrado
La capilla de San Conrado es un templo católico ubicado en la localidad de Villa García, en la comuna de Cunco, Región de la Araucanía, Chile. Construida entre los años 1965 y 1969, fue declarada monumento nacional de Chile, en la categoría de monumento histórico, mediante el Decreto n.º 552, del 16 de diciembre de 2015.

## Historia
La capilla forma parte del conjunto Villa García, que fue construido entre los años 1965 y 1969 por el religioso capuchino Bernabé Gutknecht.

## Descripción
Se encuentra ubicada en el centro del conjunto, rodeada de un cierre perimetral de doble pilar de madera. Presenta una nave central de hormigón y dos laterales de más baja altura construidas en madera.